# Supergigante amarela
Uma supergigante amarela (YSG) é uma estrela, geralmente do tipo espectral F ou G, sendo uma supergigante na classe de luminosidade (por exemplo, Ia ou Ib). São estrelas que evoluíram para longe da sequência principal, expandindo-se e tornando-se mais luminosas.
As supergigantes amarelas são menores do que as supergigantes vermelhas; exemplos a olho nu incluem Polaris. Muitas delas são estrelas variáveis, principalmente Cefeidas pulsantes, como a própria δ Cephei.

## Espectro
As supergigantes amarelas geralmente têm tipos espectrais de F e G, embora às vezes estrelas A tardias ou K iniciais sejam incluídas. Esses tipos espectrais são caracterizados por linhas de hidrogênio muito fortes na classe A, enfraquecendo em F e G até serem muito fracas ou ausentes na classe K. As linhas de cálcio em H e K estão presentes no espectro A tardio, mas mais fortes na classe F e mais fortes na classe G, antes de enfraquecer novamente em estrelas mais frias. As linhas de metais ionizados são fortes na classe A, mais fracas nas classes F e G e ausentes nas estrelas mais frias. Na classe G, também são encontradas linhas de metal neutro, junto com bandas moleculares CH.
Supergigantes são identificadas na classificação espectral de Yerkes pelas classes de luminosidades Ia e Ib, com intermediárias como Iab e Ia/ab às vezes sendo usados. Essas classes de luminosidade são atribuídas usando linhas espectrais que são sensíveis à luminosidade. Historicamente, os pontos fortes das linhas Ca H e K têm sido usados para estrelas amarelas, bem como os pontos fortes de várias linhas de metal. As linhas neutras de oxigênio, como o tripleto de 777.3 nm, também têm sido usadas por serem extremamente sensíveis à luminosidade em uma ampla gama de tipos espectrais. Modelos atmosféricos modernos podem corresponder com precisão a todas as intensidades e perfis de linha espectral para fornecer uma classificação espectral, ou mesmo pular direto para os parâmetros físicos da estrela, mas na prática as classes de luminosidade ainda são normalmente atribuídas por comparação com estrelas padrão.
Algumas estrelas padrão espectrais de supergigantes amarelas:
- F0 Ib: α Leporis
- F2 Ib: 89 Herculis
- F5 Ib: α Persei
- F8 Ia: δ Canis Majoris
- G0 Ib: μ Persei
- G2 Ib: α Aquarii
- G5 Ib: 9 Pegasi
- G8 Ib: ε Geminorum

## Propriedades

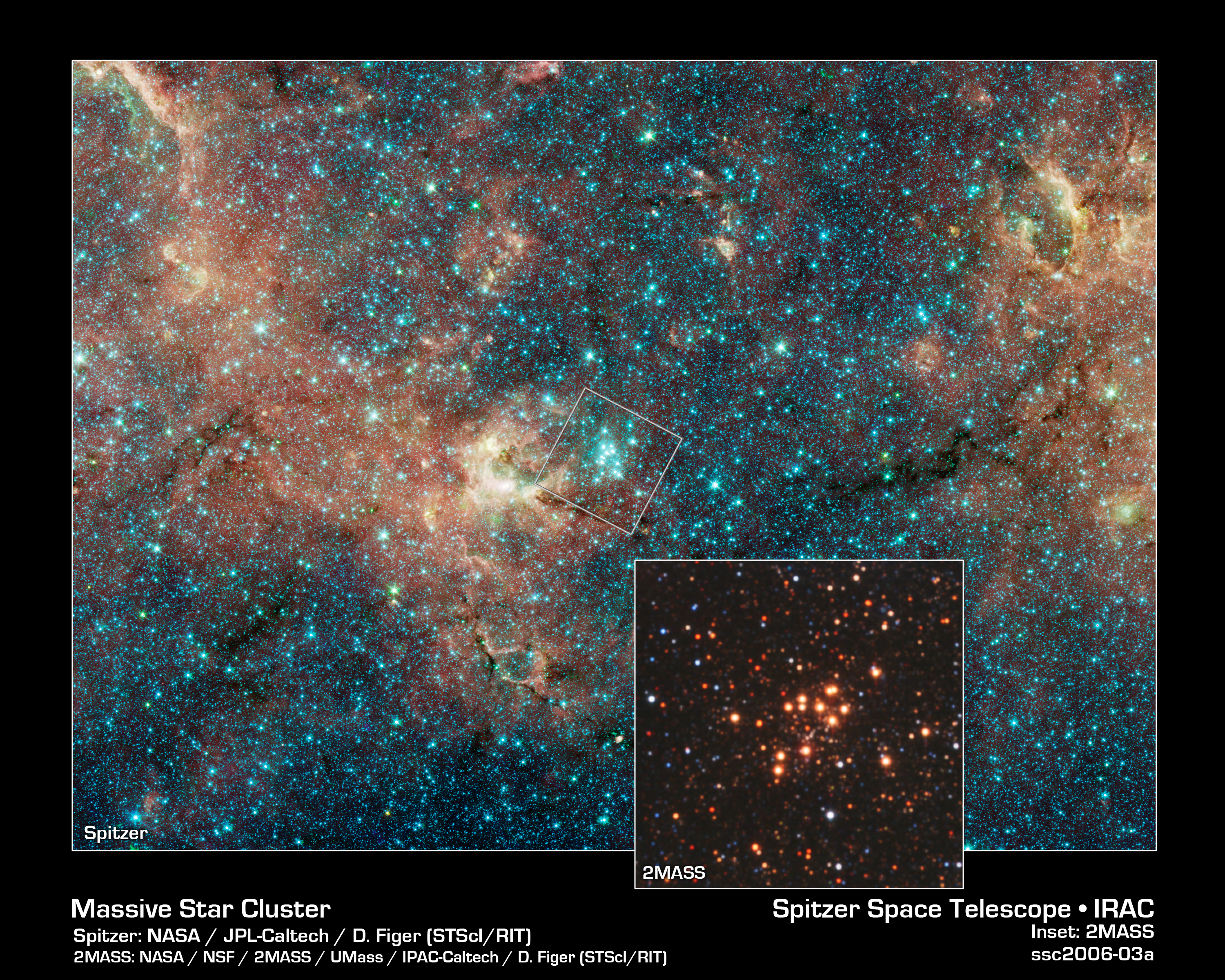
O enorme aglomerado RSGC1 contém 14 supergigantes vermelhas e uma supergigante amarela

As supergigantes amarelas têm uma faixa relativamente estreita de temperaturas correspondentes aos seus tipos espectrais, de cerca de 4.000 K a 7.000 K. Suas luminosidades variam de cerca de 1.000 L☉ para cima, com as estrelas mais luminosas excedendo 100.000 L☉. As altas luminosidades indicam que são muito maiores do que o Sol, de cerca de 30 R☉ a várias centenas R☉.
As massas das supergigantes amarelas variam muito, de menos do que o Sol para estrelas como W Virginis a 20 M☉ ou mais (por exemplo, V810 Centauri). As gravidades de superfície correspondentes (log(g) cgs) são em torno de 1–2 para supergigantes de alta massa, mas podem ser tão baixas quanto 0 para supergigantes de baixa massa.
Supergigantes amarelas são estrelas raras, muito menos comuns do que supergigantes vermelhas e estrelas da sequência principal. Em M31 (Galáxia de Andrômeda), 16 supergigantes amarelas são vistas associadas à evolução de estrelas de classe O, das quais há cerca de 25.000 visíveis.

## Variabilidade

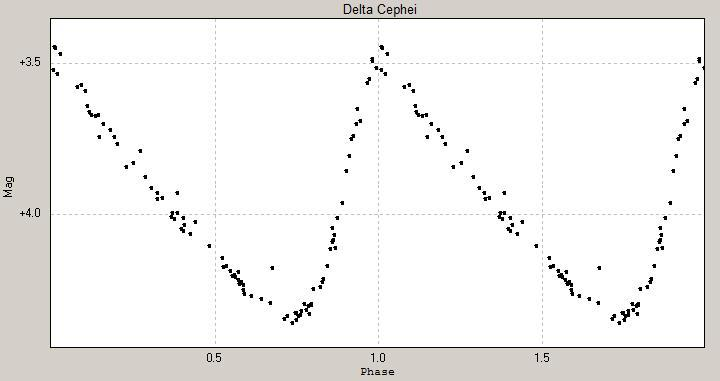
Curva de luz de Delta Cephei, uma variável cefeida clássica supergigante amarela

Muitos supergigantes amarelas estão em uma região do Diagrama de Hertzsprung-Russell conhecida como faixa de instabilidade porque suas temperaturas e luminosidades os tornam dinamicamente instáveis. A maioria das supergigantes amarelas observadas na faixa de instabilidade são variáveis cefeidas, denominadas δ Cephei, que pulsam com períodos bem definidos que estão relacionados às suas luminosidades. Isso significa que podem ser usados como velas padrão para determinar a distância das estrelas, sabendo apenas seu período de variabilidade. As cefeidas com períodos mais longos são mais frias e luminosas.
Foram identificados dois tipos distintos de variável cefeida, que têm diferentes relações período-luminosidade: As variáveis cefeidas clássicas são estrelas jovens massivas de população I; as cefeidas tipo II são estrelas mais velhas da população II com massas baixas, incluindo variáveis W Virginis, variáveis BL Herculis e variáveis RV Tauri. As cefeidas clássicas são mais luminosas que as Ccefeidas de tipo II com o mesmo período.
As variáveis de R Coronae Borealis são frequentemente supergigantes amarelas, mas sua variabilidade é produzida por um mecanismo diferente das cefeidas. Em intervalos irregulares, eles ficam obscurecidos pela condensação de poeira ao redor da estrela e seu brilho cai drasticamente.

## Evolução

Evolução de uma estrela de, mostrando um loop azul e uma trilha pós-AGB em uma supergigante amarela

Supergigantes são estrelas que evoluíram para longe da sequência principal após esgotar o hidrogênio em seus núcleos. Supergigantes amarelas são um grupo heterogêneo de estrelas cruzando as categorias padrão de estrelas no Diagrama de Hertzsprung-Russell em vários estágios diferentes de sua evolução.
Estrelas com mais massa que 8–12 M☉ passam alguns milhões de anos na sequência principal como estrelas da classe O e B até que o hidrogênio denso em seus núcleos se esgote. Em seguida, eles se expandem e esfriam para se tornarem supergigantes. Passam alguns milhares de anos como uma supergigante amarela enquanto resfriam e, em seguida, passam de um a quatro milhões de anos como uma supergigante vermelha, normalmente. As supergigantes representam menos de 1% das estrelas; embora em proporções diferentes nas primeiras eras visíveis do universo. As fases relativamente breves e a concentração de matéria explicam a raridade dessas estrelas.
Algumas supergigantes vermelhas passam por um loop azul, reaquecendo temporariamente e se tornando supergigantes amarelas ou mesmo azuis antes de resfriar novamente. Modelos estelares mostram que loops azuis dependem de composições químicas específicas e outras suposições, mas são mais prováveis de estrelas de baixa massa supergigante vermelha. Durante o resfriamento pela primeira vez ou ao realizar um loop azul suficientemente prolongado, as supergigantes amarelas cruzarão a faixa de instabilidade e pulsarão como variáveis cefeidas clássicas com períodos em torno de dez dias ou mais.
Estrelas de massa intermediária deixam a sequência principal esfriando ao longo do ramo subgigante até chegarem ao ramo das gigantes vermelhas. Estrelas mais massivas do que cerca de 2 M☉ têm um núcleo de hélio suficientemente grande que começa a se fundir antes de se degenerar. Essas estrelas farão um loop azul.
Para massas entre cerca de 5 M☉ e 12 M☉, o loop azul pode se estender aos tipos espectrais F e G em luminosidades que atingem 1.000 L☉. Essas estrelas podem desenvolver classes de luminosidade supergigantes, especialmente se forem pulsantes. Quando essas estrelas cruzam a faixa de instabilidade, elas pulsarão como cefeidas de curto período. Os loops azuis nessas estrelas podem durar cerca de 10 milhões de anos, então esse tipo de supergigante amarela é mais comum do que os tipos mais luminosos.
Estrelas com massas semelhantes às do Sol desenvolvem núcleos de hélio degenerado depois que deixam a sequência principal e ascendem à ponta do ramo das gigantes vermelhas, onde acendem o flash de hélio. Eles então fundem o núcleo do hélio no ramo horizontal com luminosidades muito baixas para serem consideradas supergigantes.
As estrelas que saem da metade azul do ramo horizontal para serem classificadas no ramo assintótico das gigantes (AGB) passam pelas classificações amarelas e pulsarão como variáveis BL Herculis. Essas estrelas amarelas podem receber uma classe de luminosidade supergigante, apesar de suas baixas massas, mas auxiliadas pela pulsação luminosa. No AGB, os pulsos térmicos da camada de fusão de hélio das estrelas podem causar um loop azul na faixa de instabilidade. Essas estrelas pulsarão como variáveis W Virginis e, novamente, podem ser classificadas como supergigantes amarelas de luminosidade relativamente baixa. Quando a camada de fusão de hidrogênio de uma estrela de massa baixa ou intermediária do AGB se aproxima de sua superfície, as camadas externas frias são rapidamente perdidas, o que faz com que a estrela se aqueça, eventualmente se tornando uma anã branca. Essas estrelas têm massas menores que o Sol, mas luminosidades que podem ser de 10.000 L☉ ou mais, então se tornarão supergigantes amarelas por um curto período de tempo. Acredita-se que estrelas pós-AGB pulsem como variáveis RV Tauri quando cruzam a faixa de instabilidade.
O estado evolutivo das variáveis da supergigante amarela R Coronae Borealis não é claro. Elas podem ser estrelas pós-AGB reacendidas por um flash tardio de camada de hélio, ou podem ser formadas a partir de fusões de anãs brancas.
Espera-se que as supergigantes amarelas pela primeira vez amadureçam até o estágio de supergigante vermelha sem nenhuma supernova. Os núcleos de algumas supergigantes amarelas pós-vermelhas podem entrar em colapso e desencadear uma supernova. Um punhado de supernovas foi associado a progenitores supergigantes amarelas aparentes que não são luminosas o suficiente para serem supergigantes pós-vermelhas. Se isso for confirmado, então uma explicação deve ser encontrada para como uma estrela de massa moderada ainda com um núcleo de hélio poderia causar uma supernova de colapso do núcleo. O candidato óbvio em tais casos é sempre alguma forma de interação binária.

## Hipergigantes amarelas
Supergigantes amarelas particularmente luminosas e instáveis são frequentemente agrupadas em uma classe separada de estrelas chamadas hipergigantes amarelas. Acredita-se que sejam estrelas supergigantes pós-vermelhas, estrelas muito massivas que perderam uma parte considerável de suas camadas externas e agora estão evoluindo para se tornarem supergigantes azuis e estrelas Wolf-Rayet.